# Naturschutzgebiet Wessels Flügel
Das Naturschutzgebiet Wessels Flügel mit einer Größe von 17,98 ha liegt nordöstlich von Scharfenberg im Stadtgebiet Brilon, Nordrhein-Westfalen. Das Gebiet wurde 2008 mit dem Landschaftsplan Briloner Hochfläche durch den Hochsauerlandkreis als Naturschutzgebiet (NSG) ausgewiesen. Das NSG gehört seit 2023 zum Vogelschutzgebiet Diemel- und Hoppecketal mit angrenzenden Wäldern.

## Gebietsbeschreibung
Beim NSG handelt es sich um ein Siepensystem mit bachbegleitenden Erlenwäldern und sickerfeuchten Rotbuchenwald.
Das Landesamt für Natur, Umwelt und Verbraucherschutz Nordrhein-Westfalen dokumentierte Pflanzenarten wie Adlerfarn, Gegenblättriges Milzkraut, Gewöhnliche Pestwurz, Große Sternmiere, Wald-Sauerklee, Wald-Schachtelhalm, Wald-Ziest und Winkel-Segge.

## Schutzzweck
Im NSG soll der Waldbereich geschützt werden. Wie bei allen Naturschutzgebieten in Deutschland wurde in der Schutzausweisung darauf hingewiesen, dass das Gebiet „wegen der Seltenheit, besonderen Eigenart und Schönheit des Gebietes“ zum Naturschutzgebiet wurde.
Der Landschaftsplan führt zum speziellen Schutzzweck auf: „Erhaltung und Optimierung eines kleinen Siepensystems mit naturnahen Fließgewässern, bachbegleitenden Erlenwäldern und angrenzenden, sickerfeuchten Buchenwäldern mit eingestreuten Erlenbruchwaldgesellschaften; Schutz der darin vorkommenden Lebensgemeinschaften, in denen gefährdete Pflanzenarten erfasst sind; Stärkung der Gliederungsfunktion des Gewässersystems in der umgebenden, im Nahbereich von Fichten dominierten Waldlandschaft.“